# Muguette Jacquaint
Muguette Jacquaint, née le 12 mai 1942 à Aubervilliers, est une femme politique française. Membre du Parti communiste français, elle est députée de la Seine-Saint-Denis de 1981 à 2007.

## Biographie

### Origines et formation
Muguette Jacquaint est issue d'une famille de militants communistes. Elle passe un brevet de comptabilité.
À l'âge de 16 ans, elle est embauchée comme ouvrière spécialisée par l'entreprise de transistors Sonolor.

### Parcours politique
Militante du Parti communiste français depuis 1958, elle commence son parcours politique comme députée suppléante de Jack Ralite en 1973, 1978 et 1981, puis devient députée après l'élection présidentielle quand le titulaire entre au gouvernement,. Elle est ensuite réélue sans discontinuer à chaque élection dans la 3e circonscription de la Seine-Saint-Denis jusqu'à sa retraite de la vie parlementaire à l'occasion du renouvellement de juin 2007.
Elle est vice-présidente de l'Assemblée nationale en 1995 et 1996. 
Elle fait part, en 2002, de son intention de ne pas se représenter pour la XIIe législature (2002-2007) et de transmettre son mandat au maire de La Courneuve, Gilles Poux. À la suite de l'échec de la gauche à la présidentielle de 2002 et de la concurrence interne au PC entre Gilles Poux et Jean-Jacques Karman, un accord est conclu entre les partis de gauche pour reconduire la candidature d'union de la sortante.
En 2004, elle vote avec six députés communistes la loi sur les signes religieux dans les écoles publiques françaises, quatorze autres du groupe votant contre.
En 2007, elle prend sa retraite de parlementaire. Elle était l'un des trois députés d'origine ouvrière de la XIIe législature (avec Jean-Marie Aubron et Maxime Gremetz).
Elle exerça aussi des fonctions de représentation du conseil municipal auprès d'organismes publics et fut : 
- Membre de la commission Aménagement et Environnement, plus particulièrement chargée de l'urbanisme (1996)
- Membre titulaire représentant le conseil municipal au sein de la Société d'HLM La Plaine de France à la suite des élections municipales de Mars 2001
- Membre titulaire représentant l'association MIEL (Maison de l'initiative économique locale) au conseil municipal ainsi que membre de la commission consultative du marché des Quatre Routes de 1996 à 1999
- Membre suppléant représentant le conseil municipal au Lycée Professionnel Arthur Rimbaud en 2001
- Membre titulaire représentant le conseil municipal au Collège Jean Vilar en 2001
- Membre titulaire représentant le conseil municipal à l'Association Plaine Initiatives : création d'une plateforme d'initiatives locales en 2001
- Membre représentant le conseil municipal au GIP (groupement d'intérêt public) Emploi en 2001
Au-delà de ses fonctions électives et de représentation de la municipalité auprès d'organismes publics, elle manifesta activement ses engagements en faveur de la Paix, des droits des femmes, de la défense des retraités et de la Sécurité sociale, de l'égalité homme-femme.

Muguette Jacquaint est la grand-mère du joueur de football Thomas Monconduit.

## Distinction
En avril 2010, elle est nommée chevalière de la Légion d'honneur. La médaille lui est remise en juin par James Marson, ancien maire de La Courneuve. 

## Mandats

### Au Parlement
- 25/07/1981 - 01/04/1986 : députée
- 02/04/1986 - 14/05/1988 : députée
- 13/06/1988 - 01/04/1993 : députée
- 02/04/1993 - 21/04/1997 : députée
- 01/06/1997 - 18/06/2002 : députée
- 19/06/2002 - 19/06/2007 : députée

### Membre de conseil municipal
- 13/03/1977 - 06/03/1983 : adjointe au maire de La Courneuve (Seine-Saint-Denis)
- 14/03/1983 - 12/03/1989 : adjointe au maire de La Courneuve
- 23/03/1989 - 18/06/1995 : adjointe au maire de La Courneuve
- 25/06/1995 - 18/03/2001 : adjointe au maire de La Courneuve
- 19/03/2001-2008 : adjointe au maire de La Courneuve
- 2008- 2014 : conseillère municipale déléguée de La Courneuve et membre du conseil communautaire de Plaine Commune

### Membre du conseil général
- 10/12/1990 - 29/03/1992 : conseillère générale du canton de la Courneuve
- 30/03/1992 - 22/03/1998 : conseillère générale du canton de la Courneuve